# Hans-Bernhard Wuermeling
Hans-Bernhard Wuermeling (* 6. Februar 1927 in Berlin-Schöneberg; † 31. Januar 2019 in Erlangen) war ein deutscher Rechtsmediziner und Experte für bioethische Fragen. Er war bis zu seinem Tod verheiratet mit Hanna-Barbara Gerl-Falkovitz. Sein Vater war der erste Bundesfamilienminister Deutschlands, Franz-Josef Wuermeling (Kabinett Adenauer II, III, IV).

## Leben
Hans-Bernhard Wuermeling studierte Medizin in Tübingen und Marburg. Dort wurde er 1952 promoviert. Seine Assistentenzeit absolvierte er in Marburg und Freiburg. Nach seiner Habilitation 1956 wurde er zum Oberassistent und danach zum Professor ernannt. 1973 wurde er als Leiter des Instituts für Rechtsmedizin der Universität Erlangen-Nürnberg berufen, dort war er bis zu seiner Emeritierung 1995.
Wuermeling arbeitete vor allem in der Alkoholpsychologie und Verkehrsunfallrekonstruktion sowie an berufsrechtlichen und bioethischen Fragen wie etwa der In-vitro-Fertilisation (IVF) oder der Patientenverfügung.
Im Jahr 2009 war Wuermeling Erstunterzeichner der Marburger Erklärung „Für Freiheit und Selbstbestimmung – gegen totalitäre Bestrebungen der Lesben- und Schwulenverbände“.
2012 wurde Wuermeling mit der Paracelsus-Medaille ausgezeichnet, der höchsten Ehrung der deutschen Ärzteschaft.

## Ehrenämter
Er war von 1982 bis 1986 Vizepräsident in der Selbstverwaltung der Universität Erlangen-Nürnberg und von 1986 bis 1988 Präsident der Akademie für Ethik in der Medizin.
Hans Bernhard Wuermeling war in vielen Gremien beratend tätig. Dazu gehören der wissenschaftliche Beirat der Bundesärztekammer und der AIDS-Beirat der Bundesregierung. Wuermeling saß der Ethikkommission der Bayerischen Landesärztekammer vor. Er war Mitglied des wissenschaftlichen Beirates des Deutschen Institutes für Jugend und Gesellschaft (DIJG) und des wissenschaftlichen Beirates der Europäischen Akademie für Kultur und Gesellschaftsfragen.

## Schriften
- Das Schicksal der konservativ und chirurgisch behandelten Pylorospastiker. Dissertation, Universität Marburg, 1953.
- Alkoholresorption und Blutalkoholgehalt. Habilitationsschrift, Universität Freiburg im Breisgau, 1966
- Töten oder Sterbenlassen? Zur Frage der Patientenverfügung. Wissenschaftsverlag Rothe, Passau 1997, ISBN 3-927575-71-2.
- Die medizinische Problematik der In-Vitro-Fertilisation (IVF). (PDF; 22 kB) 11. Dezember 2001, abgerufen am 30. April 2010.
- Wuermeling, Hans-Bernhard et alii: Patientenverfügung, Bestellung einer Vertrauensperson, Vorsorgevollmacht und Betreuungsverfügung – rechtliche Hilfsmittel in Grenzsituationen der Arzt-Patienten-Beziehung. (PDF; 203 kB) Abgerufen am 30. April 2010.